# ミシェル・アルヴス
ミシェル・アルヴス（本名：ミシェル・クリスティーン・ダ・シウヴァ・アウヴェス、Michelle Kristine da Silva Alves, 1978年9月19日 - ）は、ブラジルパラナ州ロンドリーナ出身のファッションモデル（スーパーモデル）。
技師の父と弁護士の母の家庭に生まれる。アルヴスはエンジニアリングを学んだ。その後、サンパウロに移り、モデルになる。2003年と2005年のSports Illustrated Swimsuit誌で一躍、注目を集めた。バレンチノ、クリスチャン・ディオールと契約していた。2003年ヴィクトリアズ・シークレットのファッションショーとカタログにも出ている。